# Versão cefálica externa

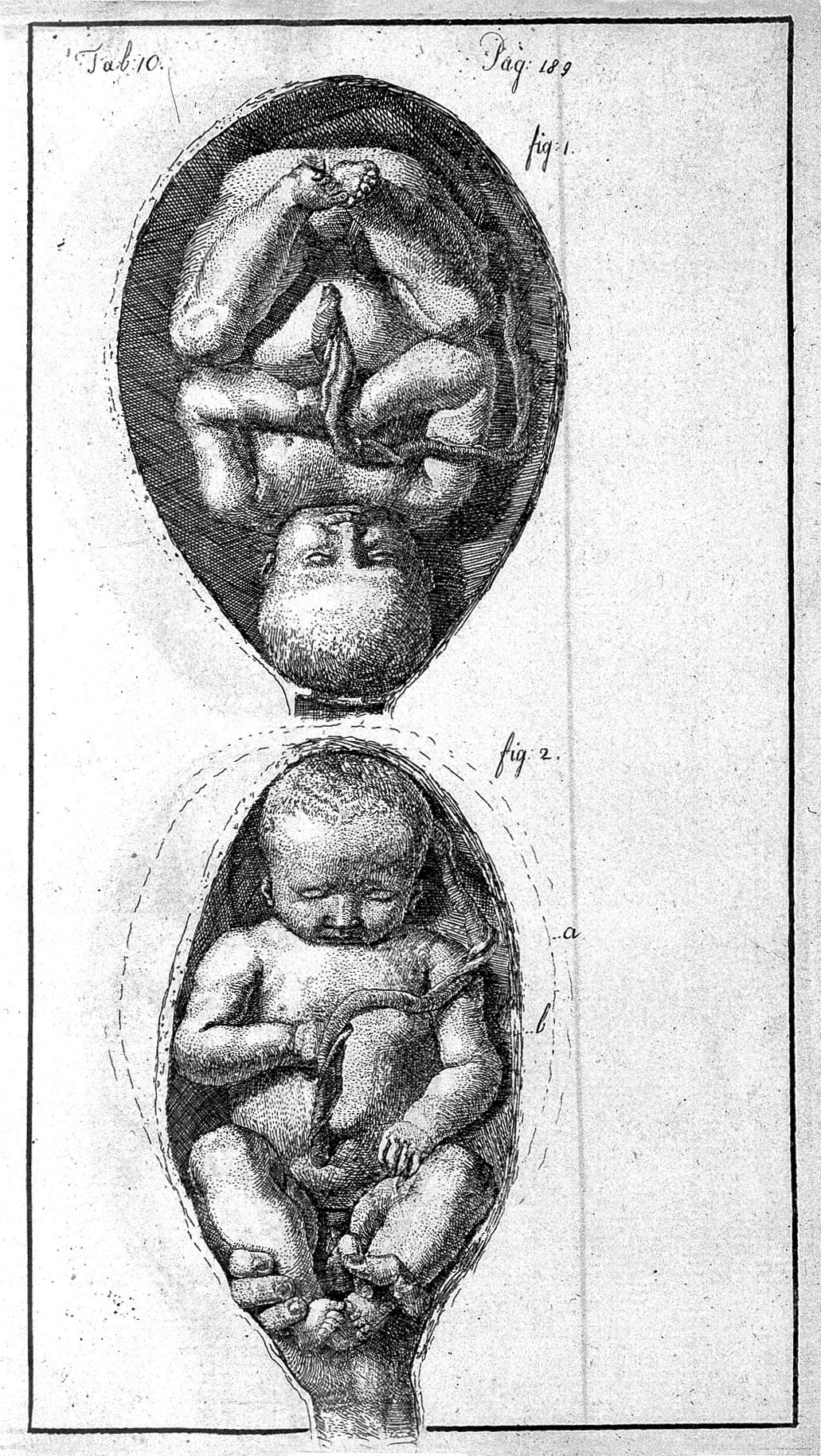
Bebê em posição pélvica

A versão cefálica externa (VCE) é um processo no qual o bebê pode ser girado dentro do útero pelas nádegas ou pelos pés. Trata-se de um procedimento manual que é recomendado para bebês que estejam em posição pélvica, a fim de possibilitar o parto vaginal. Geralmente, a técnica é realizada após 36 semanas gestacionais, preferivelmente após 37 semanas, e pode ser realizada em trabalho de parto prematuro.
A VCE é endossada pelo Colégio Americano de Obstetras e Ginecologistas (ACOG) e pelo Colégio Real de Obstetras e Ginecologistas (RCOG) como uma forma de minar riscos associados ao parto vaginal e à cesariana. O procedimento pode, ainda, ser contrastado com a versão cefálica interna, a qual envolve a mão inserida através da cérvix.

## Uso médico
A versão cefálica externa é uma opção interventiva externa para bebês em posições pélvica a partir de 36 semanas de gestação. Outras opções incluem a cesariana planejada ou o parto vaginal planejado.

### Estatísticas
O método tem êxito entre 60 e 75% dos casos. Diversos fatores podem alterar o sucesso da técnica. A experiência do profissional, o peso materno e fatores obstétricos como o relaxamento uterino, cabeça fetal palpável, placenta não anterior e índice de líquido amniótico acima de 7 a 10 cm, são fatores que podem estar associados à prática. Além disso, o efeito do bloqueio neuroaxial nas taxas de sucesso da VCE tem sido conflitante, embora a VCE pareça mais fácil de ser executada sob o bloqueio peridural.
Relatórios de um estudo realizado pelo Centro Médico da Universidade Nacional da Malásia, entre 1 de setembro de 2008 e 30 de setembro de 2008, indicam que pacientes do grupo da VCE, com gestações que ocorreram após a data (além das 40 semanas), dois terços obtiveram êxito no parto vaginal enquanto um terço necessitou de cesariana. Neste estudo, a taxa de sucesso da VCE foi de 51,4% (73/143 casos) num período de três anos. Quando a técnica é posta em prática e o bebê muda de posição, há uma chance de menos de 5% do bebê voltar à posição pélvica.

## Contraindicações
A versão cefálica externa é contraindicada em casos de hemorragia pré-parto recente, placenta prévia, monitoramento fetal anormal, rompimento de membrana, gravidez múltipla, pré-eclâmpsia, redução de fluido amniótico e outras anormalidades relacionadas ao útero ou ao bebê.

## Riscos
Como em qualquer procedimento, é possível que haja complicações, a maioria das quais pode ser reduzida com a presença de um profissional experiente na equipe de parto. Um ultrassom, a fim de definir a quantidade suficiente de líquido amniótico, e o monitoramento fetal após o procedimento podem ajudar a minimizar os riscos. A evidência de complicações da VCE em ensaios clínicos é limitada, mas reduz a chance de apresentação de bebês em posição pélvica ao nascimento e à seção cesariana. A análise da Colaboração Cochrane de 2015 concluiu que "grandes estudos observacionais sugerem que complicações relacionadas à VCE são raras".
Os riscos típicos incluem o entrelaçamento de cordão umbilical, descolamento prematuro da placenta, parto prematuro, rotura prematura de membranas (RPM) e desconfortos maternos graves. Desde 1979, as taxas gerais de complicações variaram de 1 a 2%. Embora haja um desfavorecimento de 1970 a 1980, o procedimento teve um aumento no uso devido à sua segurança relativa. O sucesso da VCE diminui significativamente a ocorrência de cesariana. No entanto, as mulheres ainda apresentam um risco aumentado de parto instrumental, com fórceps e extração a vácuo, e parto cesáreo em comparação com mulheres que apresentam posição fetal correta.

## Técnica
O procedimento é realizado por um ou dois médicos e em locais onde as instalações de emergência para realizar parto instrumental e cesariana estejam disponíveis. Há, também, coleta de sangue para comparação  cruzada, caso ocorra uma complicação. Antes de realizar a VCE, é realizada uma ultrassonografia do abdome para confirmar a posição pélvica, a pressão sanguínea e o pulso da mãe. Uma cardiotocografia (CTG) também é realizada para monitorar a atividade cardíaca do bebê.
Geralmente, o procedimento dura alguns minutos e é monitorado intermitentemente com a cardiotocografia. Com uma cobertura de gel ultrassônico no abdome para reduzir o atrito, as mãos do médico são colocadas no abdome da mãe ao redor do bebê. Então, aplicando pressão firme para manobrar o bebê para cima e para longe da pelve e girar suavemente em várias etapas até a posição lateral, a manipulação final resulta em uma primeira aparição cefálica. O procedimento é interrompido se houver desconforto na mãe, falha repetida ou comprometimento fetal durante a monitoração.
Se realizada antes do parto, a VCE pode diminuir a ocorrência de posição pélvica, mas pode aumentar o risco de parto prematuro. Há algumas evidências que apoiam a administração de drogas tocolíticas durante a técnica. Administrados por injeção, os tocolíticos relaxam o músculo uterino e podem aumentar a chance de virar o bebê com sucesso. Isso é considerado seguro para a mãe e para o bebê, mas pode fazer com que a mãe experimente vermelhidão na face e taquicardia. Além disso, o uso de nitroglicerina já foi proposto.
Após o procedimento, uma repetição do CTG é realizada e uma repetição do ultrassom confirmará a versão bem-sucedida. Se a primeira tentativa falhar, uma segunda tentativa, em outro dia, pode ser considerada. Outrossim, para prevenir a isoimunização Rh após o procedimento, té oferecida uma injeção intramuscular de anticorpos antiRh, a imunoglobulina antiRho(D), para todas as mulheres com Rh negativo.

## História
A versão cefálica externa existe desde 384-322 a.C., época de Aristóteles. Em torno de 100 d.C., Sorano de Éfeso incluiu orientações sobre a VCE como uma maneira de reduzir as complicações do nascimento de bebês em posição pélvica. O obstetra francês do século XVII, François Mauriceau, teria descrito a ECV como "um pouco mais difícil do que virar uma omelete uma frigideira". Em 1807, Justus Heinrich Wigand publicou um relato da VCE e o procedimento foi cada vez mais aceito após a demonstração de Adolphe Pinard, na França. Em 1901, o obstetra britânico Herbert R. Spencer defendeu a VCE em sua publicação sobre o nascimento de bebês em posição pélvica. Em 1927, o obstetra George Frederick Gibberd revisou 9 000 nascimentos consecutivos no Guy's Hospital de Londres. Após o estudo, recomendou a ECV mesmo que falhasse e precisasse ser repetida com intervenção anestésica.
Em contrapartida, a segurança durante a aplicação da VCE continuou sendo uma controvérsia de longa data. Seguindo um protocolo desenvolvido em Berlim, a VCE aumentou sua popularidade nos Estados Unidos durante a década de 1980. O procedimento tem sido cada vez mais considerado como baixo risco de complicações e sua melhora na segurança como resultado do monitoramento eletrônico fetal, aguardando até mais perto do uso de tocolíticos, tem ressurgido.